# Fats Waller
Thomas Wright "Fats" Waller, född 21 maj 1904 i New York i New York, död 15 december 1943 i Kansas City i Missouri, var en amerikansk jazzpianist, kompositör och orkesterledare, som komponerade evergreens inom jazzen som Ain't Misbehavin' och Honeysuckle Rose.
Fats var känd för att kommunicera med lyssnarna under själva numren. Hans låtar ansågs originella och ibland bisarra. En som lät sig bli influerad av Waller var Povel Ramel. En annan stor beundrare var Beppe Wolgers.

## Filmografi
- 1935 - Hooray for Love
- 1936 - King of Burlesque
- 1943 - Stormy Weather

## I populärkultur
- Waller är karikerad i flera av Warner Brothers animerade kortfilmer, mest känd är Tin Pan Alley Cats (1943).
- I filmen Be Kind Rewind från 2008 är Waller en stor inspiration till handlingen.
- Wallers kyrkorgelmusik finns med i David Lynchs genombrottsfilm Eraserhead från 1977.
- Rockbandet Thin Lizzy skrev låten "Fats", inspirerad av Waller, till sitt album Renegade utgivet 1981.